# لیگ برتر والیبال مردان ایران ۱۳۸۷
لیگ برتر والیبال ایران ۱۳۸۷ دوازدهمین دوره لیگ برتر والیبال ایران می‌باشد. در پایان تیم پیکان به قهرمانی این دوره از لیگ برتر رسید.

## جدول رده‌بندی
|      |                      |          | بازی‌ها | بازی‌ها | بازی‌ها | میانگین امتیازات | ست‌ها | ست‌ها | ست‌ها    | صعود یا سقوط                        |
| رتبه | تیم                  | امتیازات | بازی   | برد    | باخت   | میانگین امتیازات | برد  | باخت | میانگین | صعود یا سقوط                        |
| ---- | -------------------- | -------- | ------ | ------ | ------ | ---------------- | ---- | ---- | ------- | ----------------------------------- |
| ۱    | پیکان تهران          | ۴۶       | ۲۴     | ۲۲     | ۲      | ۱٫۲۲۷            | ۶۷   | ۱۳   | ۵٫۱۵۴   | صعود به قهرمانی باشگاه‌های آسیا ۲۰۰۹ |
| ۲    | سایپا تهران          | ۴۶       | ۲۴     | ۲۲     | ۲      | ۱٫۱۳۰            | ۶۸   | ۲۲   | ۳٫۰۹۱   |                                     |
| ۳    | فولاد ارومیه         | ۳۹       | ۲۴     | ۱۵     | ۹      | ۱٫۰۵۳            | ۵۵   | ۴۵   | ۱٫۲۲۲   |                                     |
| ۳    | بیم مازندران         | ۳۹       | ۲۴     | ۱۵     | ۹      | ۱٫۰۵۰            | ۵۵   | ۴    | ۱٫۳۴۱   |                                     |
| ۵    | دانشگاه آزاد تهران   | ۳۹       | ۲۴     | ۱۵     | ۹      | ۱٫۰۳۴            | ۵۳   | ۴۱   | ۱٫۲۹۳   |                                     |
| ۶    | پتروشیمی بندر امام   | ۳۶       | ۲۳     | ۱۳     | ۱۰     | ۱٫۰۲۲            | ۴۶   | ۳۷   | ۱٫۲۴۳   |                                     |
| ۷    | بانک صادرات مشهد     | ۳۴       | ۲۴     | ۱۰     | ۱۴     | ۰٫۹۶۴            | ۴۰   | ۵۴   | ۰٫۷۴۱   |                                     |
| ۸    | سنگ آهن بافق         | ۳۴       | ۲۴     | ۱۰     | ۱۴     | ۰٫۹۴۷            | ۴۲   | ۵۵   | ۰٫۷۶۴   |                                     |
| ۹    | پادیسان گنبد         | ۳۱       | ۲۴     | ۸      | ۱۶     | ۰٫۹۳۷            | ۴۳   | ۵۹   | ۰٫۷۲۹   |                                     |
| ۱۰   | ارتعاشات صنعتی تهران | ۳۱       | ۲۴     | ۷      | ۱۷     | ۰٫۹۱۳            | ۲۹   | ۵۸   | ۰٫۵۰۰   |                                     |
| ۱۱   | داماش گیلان          | ۳۰       | ۲۳     | ۷      | ۱۶     | ۰٫۹۵۵            | ۳۹   | ۵۶   | ۰٫۶۹۶   |                                     |
| ۱۲   | برق کرمان            | ۳۰       | ۲۴     | ۶      | ۱۸     | ۰٫۹۱۰            | ۳۳   | ۶۴   | ۰٫۵۱۶   |                                     |
| ۱۳   | گل‌گهر سیرجان         | ۲۹       | ۲۴     | ۵      | ۱۹     | ۰٫۹۴۳            | ۳۷   | ۶۲   | ۰٫۵۹۷   |                                     |
| —    | شهرداری همدان        | –        | –      | –      | –      | –                | –    | –    | –       | سقوط به دسته اول                    |

- تیم شهرداری همدان در ۵ بازی پایانی به دلیل بدهی مالی از لیگ برتر کنار گذاشته شد و تمام نتایج این تیم از جدول مسابقات پاک شد.
- تیم‌های فولاد ارومیه و بیم مازندران به رتبه سوم مشترک دست یافتند زیرا پیش از کنار گذاشته شدن نتایج تیم شهرداری همدان میانگین امتیازات تیم بیم مازندران بهتر بود.
- دیدار تیم‌های پتروشیمی بندر امام و داماش گیلان در ست چهارم به دستور ناظر بازی نیمه‌تمام ماند.

## نتایج
|                      | دانشگاه | صادرات | برق | بیم | داماش | ارتعاشات | فولاد | گل‌گهر | پادیسان | پیکان | پتروشیمی | سایپا | سنگ آهن | ش. همدان |
| -------------------- | ------- | ------ | --- | --- | ----- | -------- | ----- | ----- | ------- | ----- | -------- | ----- | ------- | -------- |
| دانشگاه آزاد تهران   |         | ۳–۱    | ۳–۰ | ۱–۳ | ۳–۰   | ۳–۰      | ۱–۳   | ۳–۰   | ۳–۲     | ۰–۳   | ۲–۳      | ۰–۳   | ۳–1     | X        |
| بانک صادرات مشهد     | ۳۲      |        | ۳–۲ | ۳–۱ | ۳–۲   | ۳–۰      | ۲–۳   | ۳–۰   | ۳–۱     | ۰–۳   | ۱–۳      | ۰–۳   | ۰–۳     | ۳–۰      |
| برق کرمان            | ۱–۳     | ۳–۱    |     | ۳–۲ | ۲–۳   | ۰–۳      | ۱–۳   | ۳–۲   | ۳–۱     | ۲–۳   | ۰–۳      | ۰–۳   | ۳–۲     | ۰–۳      |
| بیم مازندران         | ۲–۳     | ۱–۳    | ۳–۱ |     | ۳–۱   | ۳–۰      | ۳–۰   | ۳–۲   | ۳–۲     | ۳–۱   | ۰–۳      | ۲–۳   | ۳–۱     | ۳–۱      |
| داماش گیلان          | ۲–۳     | ۲–۳    | ۳–۱ | ۱–۳ |       | ۳–۱      | ۲–۳   | ۳–۱   | ۱–۳     | ۰–۳   | ۳–۱      | ۲–۳   | ۳–۱     | ۳–۲      |
| ارتعاشات صنعتی تهران | ۳–۰     | ۱–۳    | ۳–۱ | ۰–۳ | ۱–۳   |          | ۳–۱   | ۳–۱   | ۳–۲     | ۰–۳   | ۰–۳      | ۰–۳   | ۱–۳     | ۳–۱      |
| فولاد ارومیه         | ۲–۳     | ۳–۰    | ۳–۰ | ۲–۳ | ۳–۱   | ۳–۱      |       | ۰–۳   | ۳–۲     | ۲–۳   | ۳–۱      | ۳–۲   | ۳–۰     | ۳–۲      |
| گل‌گهر سیرجان         | ۰–۳     | ۳–۲    | ۲–۳ | ۳–۲ | ۳–۱   | ۲–۳      | ۲–۳   |       | ۳–۰     | ۱–۳   | ۱–۳      | ۲–۳   | ۲–۳     | ۱–۳      |
| پادیسان گنبد         | ۲–۳     | ۳–۲    | ۳–۱ | ۱–۲ | ۳–۲   | ۳–۱      | ۳–۱   | ۳–۲   |         | ۰–۳*  | ۳–۱      | ۲–۳   | ۲–۳     | ۳–۱      |
| پیکان تهران          | ۳–۱     | ۳–۰    | ۳–۰ | ۳–۰ | ۳–۰   | ۳–۰      | ۳–۰   | ۳–۰   | ۳–۰     |       | ۳–۰      | ۳–۰   | ۳–۰     | ۳–۰      |
| پتروشیمی             | ۰–۳     | ۳–۰    | ۳   | ۰–۳ | X     | ۳–۰      | ۲–۳   | ۳–۱   | ۳–۰     | ۱–۳   |          | ۱–۳   | ۳–۱     | X        |
| سایپا تهران          | ۳–۱     | ۳–۰    | ۳–۱ | ۳–۰ | ۳–۰   | ۳–۱      | ۳–۲   | ۳–۰   | ۳–۰     | ۳–۰   | ۳–۰      |       | ۳–۱     | X        |
| سنگ آهن بافق         | ۱–۳     | ۳–۱    | ۳–۲ | ۱–۳ | ۳–۱   | ۳–۱      | ۱–۳   | ۳–۱   | ۳–۲     | ۰–۳   | ۱–۳      | ۱–۳   |         | ۳–۰      |
| شهرداری همدان        | ۳'۲     | ۱–۳    | X   | ۰–۳ | ۰–۳   | ۳–۲      | ۲–۳   | ۱–۳   | X       | ۰–۳   | ۱–۳      | ۰–۳   | ۱–۳     |          |

## رده‌بندی نهایی
| رتبه | تیم                  |
| ---- | -------------------- |
| 1    | پیکان تهران          |
| 2    | سایپا تهران          |
| 3    | فولاد ارومیه         |
| 3    | بیم مازندران         |
| ۵    | دانشگاه آزاد تهران   |
| ۶    | پتروشیمی بندر امام   |
| ۷    | بانک صادرات مشهد     |
| ۸    | سنگ آهن بافق         |
| ۹    | پادیسان گنبد         |
| ۱۰   | ارتعاشات صنعتی تهران |
| ۱۱   | داماش گیلان          |
| ۱۲   | برق تهران            |
| ۱۳   | گل‌گهر سیرجان         |
| –    | شهرداری همدان        |

|  | راه‌یافته به قهرمانی باشگاه‌های آسیا ۲۰۰۹ |

|  | راه‌یافته به دسته اول |

| قهرمان فصل ۱۳۸۷ لیگ برتر ایران |
| ------------------------------ |
| پیکان تهران نهمین قهرمانی      |

|  |  |